# Фернстрём, Йон
Йон Аксель Фернстрём (швед. John Fernström; 6 декабря 1897, Ичан, Китай — 19 октября 1961, Лунд) — шведский композитор и дирижёр.
Сын шведского миссионера, работавшего в Китае. Провёл в этой стране первые десять лет жизни, затем вернулся в Швецию и в 1913 г. поступил в Консерваторию Мальмё в класс скрипки, а после того, как его педагог Карл Нордбергер перебрался в Стокгольм, последовал за ним. В 1916 г. поступил в Хельсингборгский симфонический оркестр, при этом до 1924 г. регулярно ездил в Копенгаген и совершенствовал своё исполнительское мастерство под руководством Макса Шлютера, а затем вплоть до 1930 г. там же, в Копенгагене, изучал композицию у Педера Грама. Кроме того, в 1921—1922 гг. Фернстрём учился в Берлине у Альфреда Виттенберга и Исая Бармаса. В дальнейшем также стажировался в Зондерсхаузене как дирижёр.
До 1932 г. продолжал играть в Хельсингборгском симфоническом оркестре, выступая также как солист и камерный исполнитель в Хельсингборге и других городах южной Швеции. Затем, до 1939 г., работал в том же оркестре в административной должности, одновременно дирижируя программой концертов для юношества. В 1939 г. руководство оркестра отвергло кандидатуру Фернстрёма на пост главного дирижёра, после чего он вышел в отставку и перебрался в Мальмё, где дирижировал радиооркестром, преподавал и писал музыку для спектаклей городского театра. С 1944 г. жил и работал в Лунде, возглавив местную музыкальную школу. Кроме того, Фернстрём был одним из дирижёров городского оркестра, в 1948 г. был среди инициаторов создания Лундского академического хора, а в 1951 г. основал и возглавил Северный молодёжный симфонический оркестр. В 1953 г. избран в состав Королевской академии музыки.
Композиторская деятельность Фернстрёма началась в 1920-е гг., хотя значительную часть ранних произведений он позднее уничтожил, и практически закончилась в 1953 г. в связи с большим объёмом административной работы. В промежутке Фернстрём написал оперу «Эхнатон» (1931), двенадцать симфоний, два скрипичных концерта (1928, 1952), ряд сочинений для скрипки, хоровые пьесы и др. Первым успехом в композиторской карьере Фернстрёма стало, однако, Концертино для флейты, струнного оркестра и женского хора Op. 52 (1941), с успехом исполненное в Стокгольме в 1943 году и заложившее основу его репутации в национальном масштабе. Фернстрём также оркестровал оперу Туре Рангстрёма «Гильгамеш», оставшуюся незавершенной после смерти композитора.
Автобиографические записки Фернстрёма изданы в 1997 году.